# Alice Adams
Alice Adams is een Amerikaanse dramafilm uit 1935 onder regie van George Stevens.

## Verhaal
Alice Adams wil naar het feestje van een rijke familie. Daarvoor moet ze echter een versleten jurk aantrekken, een bos bloemen plukken in het park en haar  broer vragen om haar te vergezellen. Ze ontmoet een rijke man op het feestje, die zijn oog op haar laten vallen.

## Rolverdeling
| Acteur            | Personage       |
| ----------------- | --------------- |
| Katharine Hepburn | Alice Adams     |
| Fred MacMurray    | Arthur Russell  |
| Fred Stone        | Virgil Adams    |
| Evelyn Venable    | Mildred Palmer  |
| Frank Albertson   | Walter Adams    |
| Ann Shoemaker     | Mevrouw Adams   |
| Charley Grapewin  | J.A. Lamb       |
| Grady Sutton      | Frank Dowling   |
| Hedda Hopper      | Mevrouw Palmer  |
| Jonathan Hale     | Mijnheer Palmer |
| Hattie McDaniel   | Malena Burns    |